# James Sherard
James Sherard (Bushby, 1º novembre 1666 – 12 febbraio 1738) è stato un farmacista, botanico e musicista britannico.

## Biografia
Nato a Bushby, Leicestershire da George Sherard e Mary Sherwood. Suo fratello maggiore William Sherard anche lui un celebre botanico. James Sherard potrebbe essere stato educato alla scuola Merchant Taylors, Northwood (Londra), che suo fratello aveva frequentato ma, il suo nome non si trova nell'elenco degli studenti pubblicato dall'istituto. Il 7 febbraio 1682, il farmacista Charles Watts, che collaborava come curatore del Chelsea Physic Garden, lo assunse come apprendista. Dopo aver maturato esperienza, Sherard si trasferì a Mark Lane, a Londra, dove ha iniziato l'attività in proprio.
Col tempo, Sherard entrò in contatto con Wriothesley Russell, secondo duca di Bedford attraverso il fratello, che aveva a sua volta prestato servizio come tutor presso la stessa famiglia. Sherard ha dedicato la sua prima serie di sonate a tre (1701, op . 1) a Russell. Stampato da Estienne Roger di Amsterdam, il pezzo è basato su sonate italiane, probabilmente quelle di Arcangelo Corelli. Sherard potrebbe aver contribuito in anteprima al lavoro stesso, suona il violino a fianco di due musicisti da camera italiani, il violoncellista Nicola Francesco Haym e il violinista Nicola Cosimi. Una copia superstite del lavoro è stata di proprietà di un farmacista di nome William Salter. Ha scritto il commento a margine, tra cui una nota che Sherard era amico di George Frideric Handel, questo è plausibile considerando la conoscenza reciproca con Nicola Francesco Haym. Sherard ha pubblicato una seconda serie di sonate a tre nel 1711. Entrambe le serie sono temi sacri.
Nel 1711, dopo aver terminato di comporre la sua seconda serie di sonate, il duca morì e Sherard abbandonò l'interesse per la musica. Si ammalò di gotta, che gli impedì definitivamente di suonare il violino.
Invece, si rivolse alla botanica, ha scritto nell'agosto 1716 che "negli ultimi tempi l'amore di Botanica ha finora prevalso per distogliere la mia mente dalle cose più materiali". Dopo essersi congedato dalla sua attività in Mark Lane intorno al 1720, aveva già acquisito una cospicua fortuna. Ha acquistato due ville a Leicestershire e insieme al fratello una proprietà a Eltham nel Kent, vicino a Londra, dove risiedeva in gran parte dell'anno.
Sherard ben presto si trovò a possedere una crescente collezione di piante rare a Eltham. Nonostante la sua salute molto precaria, ha compiuto diversi viaggi in Europa continentale alla ricerca di semi per il suo giardino, che divenne ben presto riconosciuto come uno dei più belli in Inghilterra. Nel 1721, al fine di contribuire ad una revisione prevista del Pinax theatri botanici di Caspar Bauhin, William Sherard ha invitato il botanico tedesco Johann Jacob Dillenius in Inghilterra. Nel 1732 viene pubblicato dal Dillenius il catalogo illustrato della collezione di Eltham. Secondo Blanche Henrey riferiva che si trattava de "il più importante libro che sarà pubblicato in Inghilterra nel XVIII secolo sulle piante che crescono in un giardino privato" e un importante lavoro per la tassonomia pre-linneana delle piante sudafricane, in particolare le piante grasse della Provincia del Capo. I campioni d'erbario da Eltham sono conservati nel Giardino Botanico di Oxford grazie all'opera di Dillenius.
Nel 1728, il fratello di Sherard morì e a lui fu lasciato l'incarico di eseguire la volontà di William. Ha negoziato con successo la dotazione del fratello istituendo la cattedra di Botanica presso la University di Oxford (Sherardian), seguendo i termini della volontà, Dillenius è stato nominato il primo Professore Sherardian. Per il suo lavoro nel dotare la cattedra, Sherard è stato concesso un dottorato in medicina dall'università nel 1731. Dopo la sua morte, aveva accumulato una fortuna di oltre 150 000 sterline.
È sopravvissuto alla moglie Susanna Lockwood con la quale non aveva avuto figli, fu sepolto nella chiesa parrocchiale di Evington.

## Opere
- James Sherard, William Sherard, Caspar Bauhin, Pinax theatri botanici[1], Revisione e contributi.
- James Sherard, Sonate, 1ª e 2ª Serie dedicate a Wriothesley Russell, II duca di Bedford, 1701, 1711.
- James Sherard, William Sherard, Johann Jacob Dillenius, Hortus Elthamensis[2][3], 1732, Vol. I°, II°, Collaborazione Catalogo di piante rare.